# 250 Vesey Street
250 Vesey Street, voorheen het Four World Financial Center, is een wolkenkrabber in de Amerikaanse stad New York. Hij maakt deel uit van Brookfield Place en is gesitueerd in de wijk Battery Park City van Lower Manhattan.

## Omschrijving

### Geschiedenis

#### Bouw en ontwerp
Het 250 Vesey Street, dat van 1984 tot 2013 bekend stond onder de naam Four World Financial Center, is een kantoorgebouw met een hoogte van 150 meter. Het is daarmee het laagste gebouw van het complex.
Het 250 Vesey Street gebouwd naar een postmodernistisch ontwerp van de Argentijnse architect César Pelli en civiel ingenieursfirma Thornton Tomasetti.
De bouw van de toren ging van start in 1984 en was twee jaar later afgerond. Nog datzelfde jaar werd het gebouw in gebruik genomen. Het gebouw staat in oost-westelijke kijkrichting precies tussen het 200 Vesey Street – voorheen Three World Financial Center – en de hoofdzetel van het beursbedrijf New York Mercantile Exchange.
De huidige naam van de toren is afgeleid van zijn adres op Vesey Street, nadat renovaties en / of expansies waren vereist aan het World Financial Center die nog deels de aanslagen op 11 september 2001 als oorzaak hadden. Bij de aanslagen raakte een groot deel van het World Financial Center zwaar beschadigd na de instorting van het World Trade Center, dat vlak achter het World Financial Center stond.
Sinds de laatste renovaties uit 2013 draagt het complex niet langer de naam World Financial Center, maar heet voortaan officieel Brookfield Place naar eigenaar Brookfield Office Properties.

#### Koperen torenspits
Net als de drie overige, typerende gebouwen van het voormalige World Financial Center heeft dit gebouw een unieke, onderscheidende koperen torenspits. In het geval van het 250 Vesey Street is dat een ziggoerat.
Het koper bleef na dertig jaar beter in zijn oorspronkelijke staat bewaard omdat het model van de torenspits – César Pelli koos voor een ziggoerat of een terrasvormige piramide – niet zodanig onderhevig was aan slechte weersomstandigheden als de top van de andere gebouwen. Deze zijn namelijk allen lichtgroen verkleurd door roest.
Toch is ook bij deze toren van de kleur van het koper maar weinig te zien, echter meer dan bij de andere torens.